# Лупу, Николае Георге
Николае Георге Лупу (Nicolae Gheorghe Lupu) (24.02.1884-30.04.1966) — румынский врач, специалист в области внутренней медицины, действительный член Румынской академии наук (с 1948).
Родился в с. Арсура Васлуйского уезда (Австро-Венгрия).
Окончил медицинский факультет Бухарестского университета (1907). В 1907—1913 гг. работал в лаборатории экспериментальной медицины профессора Иона Кантакузино. Во время Первой мировой войны — врач противоэпидемических медицинских учреждений.
В 1919—1920 гг. прошёл стажировку в Институтах патологической анатомии и паразитологии в Берне и Париже.
В 1920—1927 гг. ассистент, младший врач медицинской клиники. С 1927 года преподавал на медицинском факультете Бухарестского университета, на базе которого затем был образован Бухарестский медицинский институт. С 1931 года ординарный профессор кафедры патологической анатомии.
В 1938 году возглавил медицинскую клинику больницы Колентина, которая в 1949 году была реорганизована в Институт внутренней медицины. Там под его руководством проводились исследования в областях: патологическая анатомия, цитология и цитохимия, гистохимия, культуры тканей, радиобиология, сердечнососудистые, респираторные функциональные исследования, гистохимия.
В 1946—1948 гг. декан медицинского факультета Бухарестского университета. В 1948—1953 гг. ректор Бухарестского университета медицины и фармации.
Действительный член Румынской академии наук (с 1948). Заслуженный деятель науки Румынии. Награждён Почётным знаком «Награда за труд за 25 лет государственной службы» (13 октября 1941 г.). Лауреат Государственной премии Румынии.
С 1965 года на пенсии.
Умер в Бухаресте 30 апреля 1966 года.
Автор большого количества работ по патологоанатомии и гематологии, сыпному тифу, эндокардиту, грудной ангине и др.
Основные сочинения:
- Hematologie clinică (Клиническая гематология) (1947)
- Sclerozele pulmonare (Лёгочный склероз) (1958).

Игрок в теннис, участник Летних Олимпийских игр 1924 года, выступал как в мужском одиночном, так и в парном разряде, сумел пройти квалификацию во втором круге (единственный из трёх румынских теннисистов). Выступал в турнире Кубка Дэвиса трижды: в 1925 году (1-й раунд), 1928 году (1-й и 2-й раунды) и 1929 году.